# 악의
악의(惡意)는 다음과 같은 두 가지 의미를 가진다.

## 일반
일반적 의미는 "나쁜 마음", "남을 해(害)치려는 마음", "나쁜 뜻", "나쁘게 받아들이는 뜻", "나쁜 의도" 등을 뜻한다.

## 법률
법률 용어로서의 악의(惡意)는 어떤 사실을 알고 있는 것을 뜻하며 반면 선의(善意)는 어떤 사실을 알지 못하는 것을 의미한다. 일상적 의미, 즉 "나쁜 뜻", "나쁜 의도"와는 전혀 무관하다. 선의와 악의는 법률사실에 관한 분류에 의할 때는 관념적 용태에 속한다. 민법과 상법 등에서는 선의, 악의 여부에 따라 법률효과를 달리하는 규정을 두고 있는 경우가 많다. 예컨대 대한민국 민법에서는 법률행위가 무효 혹은 취소되었을 경우 거래의 안전을 위해 선의의 제3자에게 대항할 수 없다는 규정, 즉 무효 혹은 취소의 효과를 주장할 수 없다는 규정을 다수 두고 있다. 이들 규정들을 반대해석하면 악의의 제3자의 경우는 보호받지 못하는 것이 된다.

## 같이 보기
- 대한민국 민법 제201조